# John Ballagh
John Craigh Ballagh (1842-1920) est un enseignant américain qui est conseiller étranger au Japon durant l'ère Meiji. Il est le frère cadet du missionnaire James Ballagh. 

## Biographie
Il est enseignant dans un lycée du New Jersey tout en se consacrant au prosélytisme comme son frère. Il se rend au Japon en 1872 et habite à Yokohama. Son frère, déjà présent sur place, a préparé son arrivée, et il est engagé par le ministère de l'Éducation japonais comme professeur d'anglais à l'école Takashima de son frère du 11 juin 1872 au 29 mai 1873. En 1874, il est nommé diacre à Yokohama et s'installe dans la ville avec sa femme Rebecca en 1875.
Il travaille pour différentes congrégations dont la Mission presbytérienne américaine pour laquelle il est le représentant. Cette mission s'investit particulièrement dans l'éducation à l'université Meiji Gakuin qui est fondée par fusion de 3 institutions séparées qui sont ensuite renommées. L'une d'elles, celle de Tsukiji, est surnommée l'école de Ballagh car John Ballagh la dirige pratiquement seul. 
Durant cette période, il signe un autre contrat avec le gouvernement japonais pour enseigner l'anglais et les mathématiques du 17 septembre 1884 au 31 juillet 1885 puis jusqu'au 15 septembre 1886 après prolongation. En janvier 1887, le gouvernement autorise la création de l'institution chrétienne Meiji Gakuin. John Ballagh y enseigne l'anglais, les mathématiques et l'astronomie.
Il meurt d'un manque de globules rouges à Kamakura en 1920. Il est enterré au cimetière de la mission de Meiji Gakuin. Sa femme sera enterrée auprès de lui. Ils eurent une fille qui devint missionnaire au Japon de 1884 à 1894, période durant laquelle elle est employée comme conseiller étranger en tant que professeur d'anglais pendant un an (1885).